# Grønlands geografi
Grønland strækker sig fra 59°46' nordlig bredde Kap Farvel til 83°40' nordlig bredde til øen Kaffeklubben. Øen er 2.650 km lang, ca. 1.000 km bred. 
Det nordligste punkt, Kap Morris Jesup ligger kun 740 km fra Nordpolen og er dermed det nordligste landområde i verden. Det sydligste punkt er Kap Farvel. Fra øst til vest er afstanden på det bredeste sted 1.050 km. Sydspidsen ligger på omtrent samme breddegrad som Oslo, medens Yellowknife i Canada ligger på højde med Paamiut, og Anchorage i Alaska ligger på højde med Narsaq.
Det samlede areal er på 2.166.086 km², hvoraf ca. 410.449 km² er dækket af indlandsisen. Hvis Grønlands indlandsis smeltede, ville vandstanden globalt stige med op til 7 meter. Indlandsisen er en rest fra den sidste istid for ca. 11.500 siden. Videnskabelige målinger har vist at siden 2004 har indlandsisen smeltet mere end før.
Kysten er en skærgårdskyst med utallige større og mindre øer, hvoraf Disko er den største. En stor del af de beboede steder er beliggende på øer. Selve fastlandets kyst har et stort antal fjorde. Verdens største fjordkompleks ved Illoqqortoormiut i Østgrønland når 300 km ind i landet. På østkysten mellem Tasiilaq og Illoqqortoormiut ligger Grønlands højeste punkt, det 3.693 m høje Gunnbjørns fjeld. 
Grønland er placeret nordøst for Canada og geografisk er Grønland derfor en del af Nordamerika. Afstanden til Ellesmere Island er på det smalleste sted i Nares Strait kun 26 km. Historísk, politisk og økonomisk er landet tæt forbundet med Europa. 
70°N 40°V / 70°N 40°V